# Brist
Brist je mjesto u Splitsko-dalmatinskoj županiji, na jugu Makarskog primorja, u sastavu općine Gradac. Brist je rodno mjesto velikog hrvatskog pjesnika i prosvjetitelja fra Andrije Kačića Miošića.

## Stanovništvo
Prema popisu stanovništva iz 2001. godine, Brist je imao 453 stanovnika, koji se većinom bave turizmom. Registrirano je oko 550 ležaja u apartmanima i privatnim pansionima.
| broj stanovnika | 471   | 493   | 453   | 517   | 545   | 550   | 536   | 457   | 340   | 323   | 332   | 347   | 349   | 374   | 453   | 400   | 351   |
|                 | 1857. | 1869. | 1880. | 1890. | 1900. | 1910. | 1921. | 1931. | 1948. | 1953. | 1961. | 1971. | 1981. | 1991. | 2001. | 2011. | 2021. |

## Zemljopis
Brist se nalazi na jugu Makarskog primorja, na Jadranskoj magistrali, između Makarske i Ploča. Smješten je u podnožju planine Biokovo. Cijelom dužinom mjesta proteže se šljunčana plaža, a uz plažu i više kilometara duga šetnica do susjednog mjesta Podaca i do općinskog središta Gradac.

## Povijest
Ime "Brist" potječe od stabla brijesta (Ulmaceae), a datira od 1571. godine. Iako se mjesto danas prostire uz samu morsku obalu, povijesni Brist se nalazio puno bliže Biokovu. Iz starog sela se stanovništvo počelo iseljavati na prostor današnjeg Brista krajem 19. stoljeća. U starom selu su pronađeni nadgrobni spomenici još iz brončanog i željeznog doba, a znamenit je i srednjovjekovni stećak, među stanovništvom poznat kao turski grob. 
Barokna crkva Svete Margarite iz 15. stoljeća ima apsidu s gotičkim svodom. U apsidi se nalaze nadgrobne ploče obitelji Kačić. Oko crkve Sv. Margarite se nalaze ostaci starog naselja, kamenih kuća, a u jednoj od njih s puškarnicama na zidu prema predanju rodio se jedan od najpoznatijih hrvatskih pjesnika Andrija Kačić Miošić (1704-1760), autor djela "Razgovor ugodni naroda slovinskoga", najčitanijeg djela hrvatske književnosti, koje je do danas doživjelo više od 60 izdanja. U današnjem Bristu se također nalazi crkva Svete Margarite, izgrađena 1870. godine. Ispred nje je 30.IX.1960.god postavljen brončani spomenik fra Andriji Kačiću Miošiću, djelo velikog hrvatskog kipara Ivana Meštrovića  (1883-1962)

## Poznate osobe
- fra Andrija Kačić Miošić, pjesnik
- hrvatski slikar Mladen Veža, iako s mjestom boravka u Zagrebu i tek povremenim posjetima Bristu, bio je veliki zaljubljenik u rodno mjesto, a njegov je opus slika s temom Brista za sve Brišćane od neprocijenjene vrijednosti
- pjesnik, dramatičar i esejist Srećko Diana
- Milovan Marušić, svjetski prvak u miješanju koktela[5]

- Rajko Marušić, brodograditelj
- Ivica Veža, akademik
- Pavao Klement Miošić, rodnim imenom Pavao Kačić Miošić (Brist. 15. studenoga 1786. - Split, 10. listopada 1837.), hrvatski svećenik i splitsko-makarski biskup (1829. – 1837.).

## Galerija
- Nova crkva Svete Margarite
- Spomenik Andriji Kačiću Miošiću pored nove crkve Svete Margarite
- Plaža u Bristu
- Plaža u Bristu

## Spomenici i znamenitosti
- Sklop kuća na obali u Miošićima 7
- Crkva sv. Margarite
- Rodna kuća fra Andrije Kačića Miošića
- Zgrada osnovne škole

## Vanjske poveznice
- Brist na stranici TZ Gradac